# Wasserstraße 30 (Stralsund)

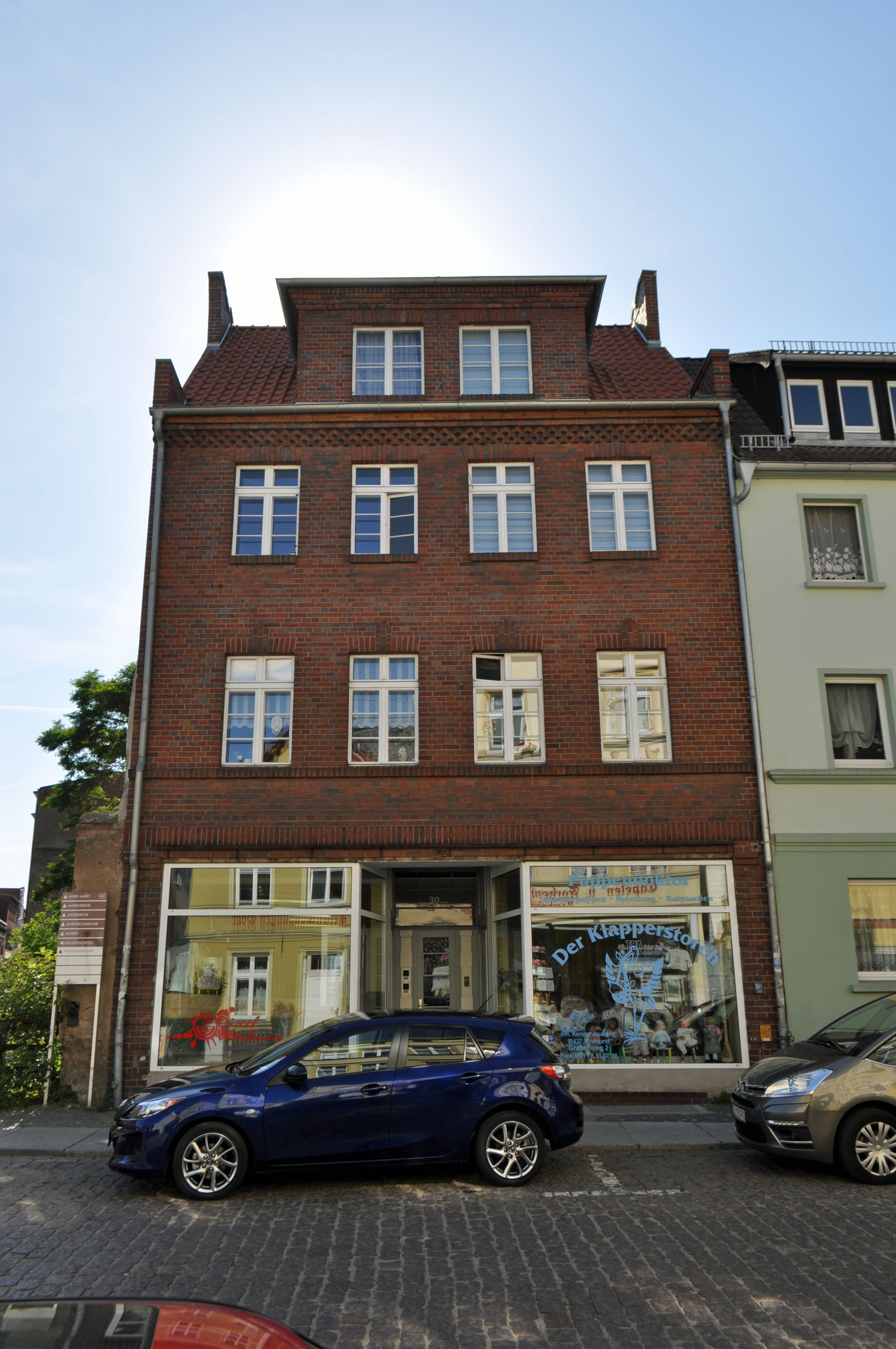
Das Haus Wasserstraße 26 in Stralsund (2012)

Das Gebäude mit der postalischen Adresse Wasserstraße 30 ist ein denkmalgeschütztes Bauwerk in der Wasserstraße in Stralsund, an der Ecke zur Langenstraße.
Der dreigeschossige und vierachsige Backsteinbau wurde um das Jahr 1930 errichtet.
Die Fassade weist im Erdgeschoss rustizierte Gebäudekanten auf. Das zur Wasserstraße traufständig angelegte Haus zeigt ein abgestuftes Traufgesims und wird von einem zweiachsigen Zwerchhaus gekrönt.
Das Haus liegt im Kerngebiet des von der UNESCO als Weltkulturerbe anerkannten Stadtgebietes des Kulturgutes „Historische Altstädte Stralsund und Wismar“. In die Liste der Baudenkmale in Stralsund ist es mit der Nummer 774 eingetragen.